# Robert Wurtz
Robert Wurtz (Strasbourg, 1941. december 16. –) francia nemzetközi labdarúgó-játékvezető. Beceneve „Nijinski”, amit testbeszédi elemeinek változatos alkalmazásáért kapott.

## Pályafutása

### Nemzeti játékvezetés
A játékvezetői vizsgát 1962-ben tette le. A küldési gyakorlat szerint rendszeres partbírói tevékenységet is végzett. 1969-ben lett az I. Liga játékvezetője. A nemzeti játékvezetéstől 1990-ben vonult vissza. Első ligás mérkőzéseinek száma: 50.
| Időpont | Helyszín              | Mérkőzés típusa         | Mérkőzés                              |
| ------- | --------------------- | ----------------------- | ------------------------------------- |
| 1969.   | Sedan Stadion, Párizs | első I. Ligás mérkőzése | Paris-Sedan RC–Olympique de Marseille |

#### Nemzeti kupamérkőzések
Vezetett kupadöntők száma: 2.

##### Francia labdarúgókupa
| Időpont          | Helyszín                 | Mérkőzés típusa | Mérkőzés                                  | Eredmény | Nézők száma |
| ---------------- | ------------------------ | --------------- | ----------------------------------------- | -------- | ----------- |
| 1973. június 17. | Parc des Princes, Párizs | döntő           | Olympique Lyonnais–FC Nantes              | 2 : 1    | 45 734      |
| 1976. június 12. | Parc des Princes, Párizs | döntő           | Olympique de Marseille–Olympique Lyonnais | 2 : 0    | 45 661      |

### Nemzetközi játékvezetés
A Francia labdarúgó-szövetség Játékvezető Bizottsága (JB) terjesztette fel nemzetközi játékvezetőnek, a Nemzetközi Labdarúgó-szövetség (FIFA) 1970-től tartotta nyilván bírói keretében. A FIFA JB központi nyelvei közül a franciát és a németet beszéli. Több nemzetek közötti válogatott és klubmérkőzést vezetett, vagy működő társának partbíróként segített. A francia nemzetközi játékvezetők rangsorában, a világbajnokság-Európa-bajnokság sorrendjében az 5. helyet foglalja el 13 találkozó szolgálatával. Az UEFA által szervezett labdarúgó kupasorozatokban összesen 41 mérkőzést vezetett, amivel a 43. helyen áll. Az aktív nemzetközi játékvezetést 1987-ben fejezte be. Nemzetközi mérkőzéseinek száma: 80. Válogatott mérkőzéseinek száma: 23.

#### Labdarúgó-világbajnokság
Három világbajnoki döntőhöz vezető úton Nyugat-Németországba a X., az 1974-es labdarúgó-világbajnokságra, Argentínába a XI., az 1978-as labdarúgó-világbajnokságra, illetve Mexikóba a XIII., az 1986-os labdarúgó-világbajnokságra a FIFA JB játékvezetőként alkalmazta. Selejtező mérkőzéseket az UEFA és a CAF zónákban vezetett. A FIFA JB elvárása szerint, ha nem vezetett, akkor partbíróként tevékenykedett. Egy csoportmérkőzésen egyes számú besorolást kapott, játékvezetői sérülés esetén továbbvezethette volna a találkozót. Világbajnokságon vezetett mérkőzéseinek száma: 2 + 1 (partbíró).

##### 1974-es labdarúgó-világbajnokság

###### Selejtező mérkőzés
| Időpont          | Helyszín                     | Mérkőzés típusa           | Mérkőzés              | Eredmény | Nézők száma |
| ---------------- | ---------------------------- | ------------------------- | --------------------- | -------- | ----------- |
| 1972. október 7. | Municipal Stadion, Luxemburg | előselejtező (2. csoport) | Luxemburg–Olaszország | 0 : 4    | 9 378       |

##### 1978-as labdarúgó-világbajnokság

###### Selejtező mérkőzés
| Időpont            | Helyszín                         | Mérkőzés típusa           | Mérkőzés              | Eredmény | Nézők száma |
| ------------------ | -------------------------------- | ------------------------- | --------------------- | -------- | ----------- |
| 1976. november 14. | Központi Stadion, Addisz-Abeba   | CAF zóna                  | Etiópia–Egyiptom      | 1 : 2    |             |
| 1977. október 12.  | Anfield Stadion, Liverpool       | előselejtező (7. csoport) | Wales–Skócia          | 0 : 2    | 50 850      |
| 1977. október 26.  | Vicente Calderón Stadion, Madrid | előselejtező (8. csoport) | Spanyolország–Románia | 2 : 0    | 50 000      |

###### Világbajnoki mérkőzés
| Időpont          | Helyszín                                  | Mérkőzés típusa              | Mérkőzés          | Eredmény | Nézők száma |
| ---------------- | ----------------------------------------- | ---------------------------- | ----------------- | -------- | ----------- |
| 1978. június 11. | José María Minella Stadion, Mar del Plata | csoportmérkőzés (3. csoport) | Brazília–Ausztria | 1 : 0    | 40 000      |
| 1978. június 21. | Városi Stadion, Rosario                   | második kör (B. csoport)     | Argentína–Peru    | 6 : 0    | 40 000      |

##### 1986-os labdarúgó-világbajnokság

###### Selejtező mérkőzés
| Időpont            | Helyszín                         | Mérkőzés típusa           | Mérkőzés       | Eredmény | Nézők száma |
| ------------------ | -------------------------------- | ------------------------- | -------------- | -------- | ----------- |
| 1984. november 14. | Idrætsparken Stadion, Koppenhága | előselejtező (6. csoport) | Dánia–Írország | 3 : 0    | 45 300      |

#### Labdarúgó-Európa-bajnokság
Az európai-labdarúgó torna döntőjéhez vezető úton Jugoszláviába az V., az 1976-os labdarúgó-Európa-bajnokságra és Olaszországba a VI., az 1980-as labdarúgó-Európa-bajnokságra az UEFA JB játékvezetőként foglalkoztatta.

##### 1976-os labdarúgó-Európa-bajnokság

###### Selejtező mérkőzés
| Időpont           | Helyszín                      | Mérkőzés típusa           | Mérkőzés             | Eredmény | Nézők száma |
| ----------------- | ----------------------------- | ------------------------- | -------------------- | -------- | ----------- |
| 1975. április 16. | Windsor Park Stadion, Belfast | előselejtező (3. csoport) | Írország–Jugoszlávia | 1 : 0    | 25 847      |

###### Európa-bajnoki mérkőzés
| Időpont         | Helyszín                  | Mérkőzés típusa | Mérkőzés           | Eredmény | Nézők száma |
| --------------- | ------------------------- | --------------- | ------------------ | -------- | ----------- |
| 1976. május 22. | Olimpiai Stadion, München | negyeddöntő     | NSZK–Spanyolország | 2 : 0    | 77 600      |

##### 1980-as labdarúgó-Európa-bajnokság

###### Selejtező mérkőzés
| Időpont           | Helyszín                         | Mérkőzés típusa           | Mérkőzés                | Eredmény | Nézők száma |
| ----------------- | -------------------------------- | ------------------------- | ----------------------- | -------- | ----------- |
| 1979. május 2.    | Śląski Stadion, Chorzów          | előselejtező (4. csoport) | Lengyelország–Hollandia | 2 : 0    | 85 000      |
| 1979. október 13. | Weltjugend Stadion, Kelet-Berlin | előselejtező (4. csoport) | NDK–Svájc               | 5 : 2    | 44 000      |

###### Európa-bajnoki mérkőzés
| Időpont           | Helyszín                      | Mérkőzés típusa              | Mérkőzés          | Eredmény | Nézők száma |
| ----------------- | ----------------------------- | ---------------------------- | ----------------- | -------- | ----------- |
| 1980. március 26. | Hampden Park Stadion, Glasgow | csoportmérkőzés (2. csoport) | Skócia–Portugália | 4 : 1    | 20 233      |
| 1980. június 14.  | San Paolo Stadion, Nápoly     | csoportmérkőzés (4. csoport) | NSZK–Hollandia    | 3 : 2    | 26 546      |

#### Brit Bajnokság
1882-ben az Egyesült Királyság brit tagállamainak négy szövetség úgy döntött, hogy létrehoznak egy évente megrendezésre kerülő bajnokságot egymás között. Az utolsó bajnoki idényt 1983-ban tartották meg.
| Időpont         | Helyszín                | Mérkőzés típusa | Mérkőzés      | Eredmény |
| --------------- | ----------------------- | --------------- | ------------- | -------- |
| 1981. május 23. | Wembley Stadion, London | csoportmérkőzés | Anglia–Skócia | 0 : 1    |

#### Nemzetközi kupamérkőzések
Vezetett kupadöntők száma: 2.

##### Kupagyőztesek Európa-kupája
| Időpont        | Helyszín                 | Mérkőzés típusa | Mérkőzés                      | Eredmény | Nézők száma |
| -------------- | ------------------------ | --------------- | ----------------------------- | -------- | ----------- |
| 1976. május 5. | Heysel Stadion, Brüsszel | döntő           | Anderlecht–West Ham United FC | 4 : 2    | 51 296      |

##### Bajnokcsapatok Európa-kupája
A 23. játékvezető – a 3. francia – aki BEK döntőt vezetett.
| Időpont         | Helyszín               | Mérkőzés típusa | Mérkőzés                    | Eredmény | Nézők száma |
| --------------- | ---------------------- | --------------- | --------------------------- | -------- | ----------- |
| 1977. május 25. | Olimpiai Stadion, Róma | döntő           | Liverpool–Borussia Dortmund | 3 : 1    | 51 750      |

## Sikerei, díjai
A Francia Labdarúgó-szövetség öt alkalommal, 1971-ben, 1974-ben, 1975-ben, 1977-ben és 1978-ban tüntette ki az Év Játékvezetője címmel.

## Magyar vonatkozások
1976-ban Budapesten az UEFA XXIX. ifjúsági tornájára érkezett a francia csapattal. A döntő találkozó vezetésére volt esélyes, de a francia csapat bejutott a négyes döntőbe, így búcsúzott a tornától.

## Pozitív sztori
Az egyik PSG–AJ Auxerre mérkőzésen Guy Roux edző folyamatosan, kiabálva kritizálta a játékvezetői munkát, Robert Wurtz többször figyelmeztette, rendre intette, de nem akarta kiküldeni a lelátóra. A teátrális jelenetekre is hajlamos – jó színészkedői képességekkel rendelkező – bíró, nagy irammal az edző irányába futott, majd a pázsiton térdre vetve magát az edző elé csúszva két kezét imádkozásra kulcsolva jelezte, hogy kérem... Az audiencia olyan meglepő volt, hogy az edző, a kispad, a játékosok, de a környezetben lévő nézők is megtapsolták. A továbbiakban a mérkőzés derűsen, rendben folytatódott.

## Televízió
Pályafutását befejezve 1998-tól a TF1, azután (2004-2005) között a France 2, (2006-2007) között a France 3, televízióban dolgozott játékmesterként. Televíziós pályafutását 2007-ben bekövetkezett agyvérzéséig végezte.

## Magánélet
1980. július 5-én házasodott meg, felesége Helen, egy lányuk van, Caroline. Climbachben, Wissembourg közelében él.

## Külső hivatkozások
- Robert Wurtz. World Referee. [2011. július 26-i dátummal az eredetiből archiválva]. (Hozzáférés: 2011. február 26.)
- Robert Wurtz. zerozerofootball.com. (Hozzáférés: 2011. február 26.)[halott link]
- Robert Wurtz. footballdatabase.eu. (Hozzáférés: 2011. február 26.)
- Robert Wurtz. scoreshelf.com. [2016. március 10-i dátummal az eredetiből archiválva]. (Hozzáférés: 2011. február 26.)

| Elődje: Robert Frauciel | Francia labdarúgókupa döntő 1972–1973 | Utódja: Achille Verbecke |

| Elődje: Robert Helies | Francia labdarúgókupa döntő 1975–1976 | Utódja: Georges Konrath |

| Elődje: Robert Davidson | KEK 1975–1976 | Utódja: Patrick Partridge |

| Elődje: Aron Schmidhuber (41) | UEFA kupamérkőzések száma 1955–2007 (41) | Utódja: Michel Kitabdjian (40) |